# Sungsotia
Sungsotia is een geslacht van hooiwagens uit de familie Epedanidae.
De wetenschappelijke naam Sungsotia is voor het eerst geldig gepubliceerd door Tsurusaki in 1995. 

## Soorten
Sungsotia is monotypisch en omvat slechts de volgende soort:
- Sungsotia uenoi